# Campeonato Uruguayo de Primera División 1942
El Campeonato Uruguayo 1942 fue el 39° torneo de Primera División del fútbol uruguayo, correspondiente al año 1942.
El torneo consistió en un campeonato a dos ruedas todos contra todos, coronando campeón al equipo que logrará más puntos, mientras que el peor equipo descendería a la Segunda división.
En la última jornada del torneo debían enfrentarse Nacional y Peñarol, lo que constituía una nueva edición del clásico del fútbol uruguayo. Por si fuera poco, Nacional aventajaba a Peñarol en las posiciones solo en una unidad, por ende el que se alzara con la victoria ganaría el campeonato, además de que el empate favorecía a Nacional. Sin embargo el encuentro en el Estadio Centenario culminó con un aplastante 4:0 en favor del Club Nacional de Football. Los tricolores se coronaron campeones por cuarto año consecutivo.
En la parte baja de la tabla River Plate ocupó la última posición, por lo que debió descender a la Segunda División.

## Campeonato

### Tabla de posiciones
| Pos. | Equipo               | PJ | PG | PE | PP | GF | GC | Dif. | Pts. |
| ---- | -------------------- | -- | -- | -- | -- | -- | -- | ---- | ---- |
| 1º   | Nacional             | 18 | 13 | 2  | 3  | 59 | 24 | +35  | 28   |
| 2.º  | Peñarol              | 18 | 11 | 3  | 4  | 43 | 22 | +21  | 25   |
| 3.º  | Montevideo Wanderers | 18 | 8  | 6  | 4  | 24 | 21 | +3   | 22   |
| 4.º  | Sud América          | 18 | 9  | 2  | 7  | 35 | 29 | +6   | 20   |
| 5.º  | Rampla Juniors       | 18 | 7  | 4  | 7  | 27 | 29 | -2   | 18   |
| 6.º  | Liverpool            | 18 | 7  | 3  | 8  | 31 | 34 | -3   | 17   |
| 7.º  | Racing               | 18 | 6  | 4  | 8  | 28 | 38 | -10  | 16   |
| 8.º  | Central              | 18 | 7  | 1  | 10 | 31 | 39 | -8   | 15   |
| 9.º  | Defensor             | 18 | 3  | 5  | 10 | 29 | 49 | -20  | 11   |
| 10.º | River Plate          | 18 | 2  | 4  | 12 | 17 | 39 | -22  | 8    |

|  | Campeón Uruguayo.             |
|  | Desciende a Segunda División. |

|                                             |
| Uruguay                                     |
| Campeón Uruguayo 1942 Nacional 17.mo título |

### Equipos clasificados

#### Copa Aldao 1942
|   | Equipo   | Clasificación como                   |
| - | -------- | ------------------------------------ |
| 1 | Nacional | Campeón del Campeonato Uruguayo 1942 |

### Fixture
| Nacional       | 4-2 | Sud América          |
| Peñarol        | 4-1 | River Plate          |
| Central        | 2-1 | Racing               |
| Liverpool      | 4-1 | Defensor             |
| Rampla Juniors | 1-0 | Montevideo Wanderers |

| Montevideo Wanderers | 2-0  | Peñarol        |
| Nacional             | 10-1 | Defensor       |
| Liverpool            | 2-1  | Rampla Juniors |
| Central              | 2-1  | River Plate    |
| Sud América          | 3-1  | Racing         |

| Racing               | 3-3 | Nacional       |
| Defensor             | 1-1 | Peñarol        |
| Central              | 5-2 | Rampla Juniors |
| Montevideo Wanderers | 2-0 | River Plate    |
| Sud América          | 2-1 | Liverpool      |

| Peñarol     | 3-0 | Sud América          |
| Nacional    | 1-0 | Rampla Juniors       |
| River Plate | 1-0 | Defensor             |
| Racing      | 2-1 | Montevideo Wanderers |
| Liverpool   | 4-1 | Central              |

| Liverpool            | 3-2 | Nacional       |
| Sud América          | 5-1 | Defensor       |
| Peñarol              | 6-0 | Racing         |
| River Plate          | 1-1 | Rampla Juniors |
| Montevideo Wanderers | 3-2 | Central        |

| Peñarol              | 2-2 | Rampla Juniors |
| Montevideo Wanderers | 3-1 | Liverpool      |
| Nacional             | 4-3 | Central        |
| Racing               | 2-2 | Defensor       |
| Sud América          | 4-1 | River Plate    |

| Montevideo Wanderers | 0-0 | Nacional    |
| Rampla Juniors       | 1-0 | Sud América |
| Peñarol              | 3-1 | Liverpool   |
| Defensor             | 2-2 | Central     |
| Racing               | 2-2 | River Plate |

| Nacional       | 6-0 | River Plate          |
| Central        | 1-0 | Peñarol              |
| Racing         | 2-1 | Liverpool            |
| Sud América    | 3-0 | Montevideo Wanderers |
| Rampla Juniors | 4-2 | Defensor             |

| Liverpool | 2-1 | River Plate          |
| Racing    | 2-1 | Rampla Juniors       |
| Defensor  | 1-1 | Montevideo Wanderers |
| Central   | 3-2 | Sud América          |
| Nacional  | 3-2 | Peñarol              |

| Sud América    | 3-1 | Nacional             |
| Peñarol        | 2-1 | River Plate          |
| Racing         | 1-0 | Central              |
| Defensor       | 1-0 | Liverpool            |
| Rampla Juniors | 1-1 | Montevideo Wanderers |

| Montevideo Wanderers | 1-1 | Peñarol        |
| Nacional             | 3-2 | Defensor       |
| Liverpool            | 0-0 | Rampla Juniors |
| River Plate          | 2-1 | Central        |
| Racing               | 2-0 | Sud América    |

| Nacional             | 2-0 | Racing      |
| Peñarol              | 3-2 | Defensor    |
| Rampla Juniors       | 2-1 | Central     |
| Montevideo Wanderers | 1-0 | River Plate |
| Sud América          | 3-3 | Liverpool   |

| Peñarol     | 5-1 | Sud América          |
| Nacional    | 4-2 | Rampla Juniors       |
| River Plate | 2-2 | Defensor             |
| Racing      | 4-0 | Montevideo Wanderers |
| Central     | 2-1 | Liverpool            |

| Nacional             | 6-0 | Liverpool   |
| Defensor             | 2-0 | Sud América |
| Peñarol              | 2-0 | Racing      |
| Rampla Juniors       | 3-2 | River Plate |
| Montevideo Wanderers | 4-2 | Central     |

| Peñarol              | 4-1 | Rampla Juniors |
| Montevideo Wanderers | 0-0 | Liverpool      |
| Nacional             | 3-0 | Central        |
| Defensor             | 5-2 | Racing         |
| Sud América          | 2-0 | River Plate    |

| Montevideo Wanderers | 2-1 | Nacional       |
| Sud América          | 1-0 | Rampla Juniors |
| Peñarol              | 3-1 | Liverpool      |
| Central              | 4-2 | Defensor       |
| Racing               | 1-1 | River Plate    |

| Nacional       | 2-1 | River Plate          |
| Peñarol        | 2-0 | Central              |
| Liverpool      | 5-3 | Racing               |
| Sud América    | 1-1 | Montevideo Wanderers |
| Rampla Juniors | 3-1 | Defensor             |

| Liverpool            | 2-0 | River Plate |
| Rampla Juniors       | 2-0 | Racing      |
| Montevideo Wanderers | 2-1 | Defensor    |
| Sud América          | 3-0 | Central     |
| Nacional             | 4-0 | Peñarol     |